# りすぱ豊橋

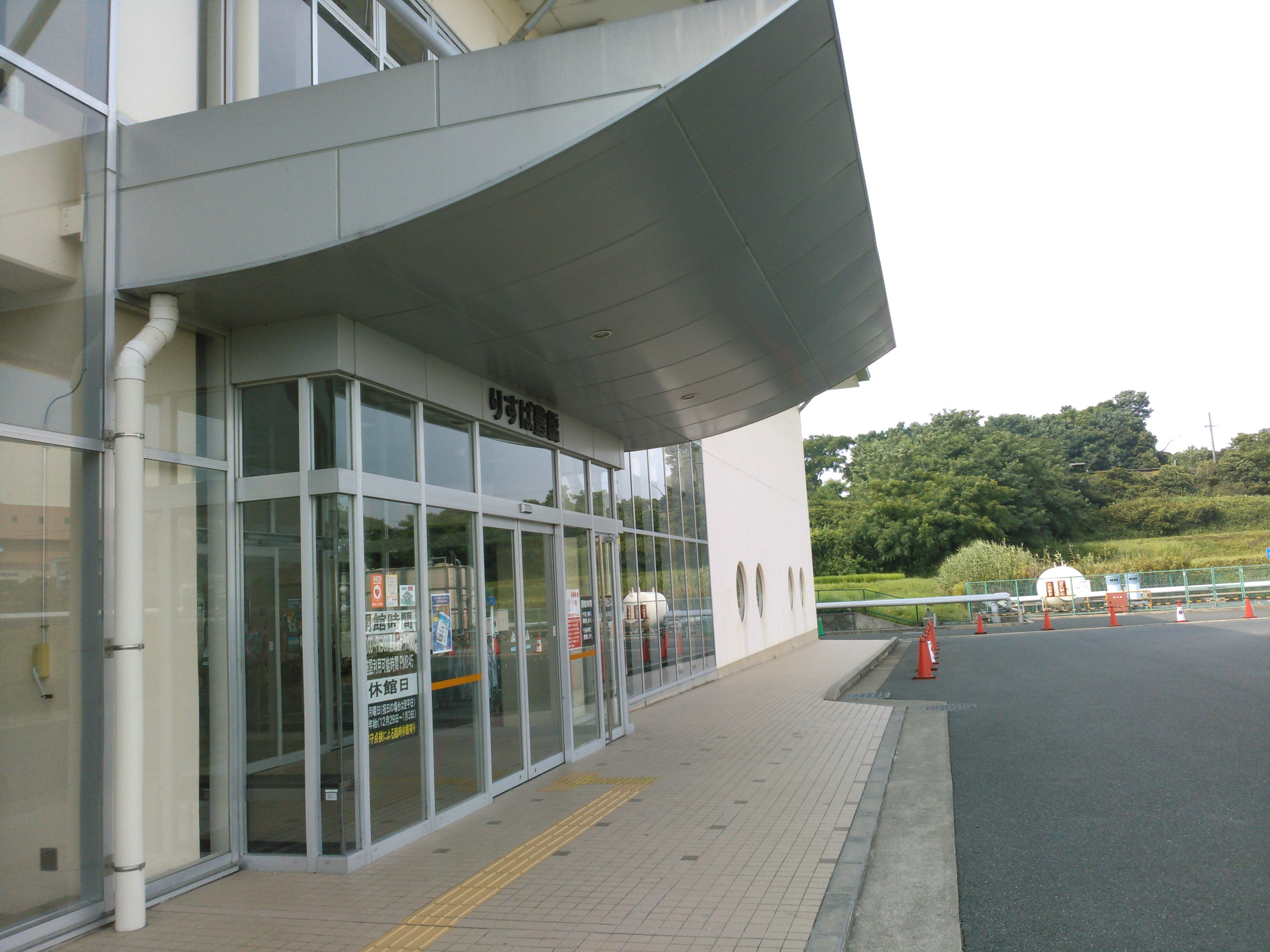
入口

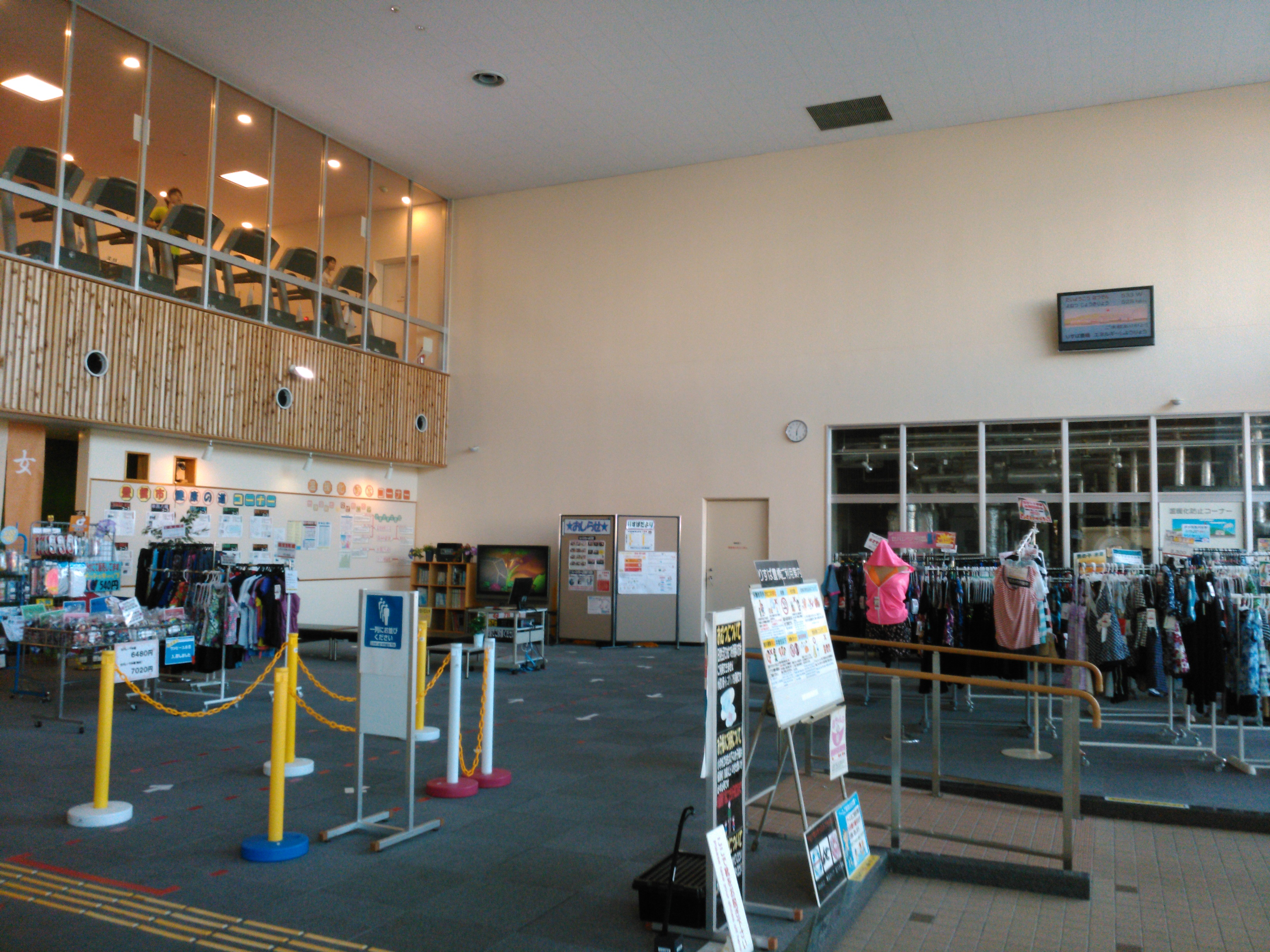
エントランスホール

りすぱ豊橋（りすぱとよはし）は愛知県豊橋市東七根町にあるレジャー施設。温水プール、トレーニングルーム、浴場などを備えている。豊橋市資源化センターに隣接し、同センターから発生する余熱や、太陽光・雨水・地下水を再利用している。2007年10月1日開設。

## 作られた経緯
豊橋市によるエコビレッジ基本構想に基づき、モデル地区整備の一環として整備された。資源化センターから発生する余熱などの資源エネルギーを利用している。
豊橋市初のPFI事業として建設・運営されることになっている。
「りすぱ」とは「りでゅーす（ごみ抑制）」、「りゆーす（余熱再利用）」、「りさいくる（スラグ再利用）」の「り」と、温浴施設の「すぱ」を合成した造語。

## 施設の概要
開館時間
- 午前10時〜午後9時（入館は午後8時30分まで）

休館日
- 月曜日（祝日の場合は翌日）、年末年始

主な施設
- 温水プール
- 25mプール（5コース）
- ちびっこプール（すべり台付き）
- 流水プール
- ユニバーサルプール（車いす対応）
- ジャグジー（噴流式泡風呂）

その他の施設
- 温暖化防止コーナー（地球温暖化に関する展示、映像放映など）
- 休憩室（電位治療器を設置）
- 会議室
- ドリンクコーナー（地元の農産物を利用したフレッシュジュースなど）
- 駐車場（280台）

## 交通手段
- 豊鉄バス技科大線、「りすぱ豊橋」バス停下車、徒歩ですぐ。